# Залесцы (Хмельницкая область)
Залесцы (укр. Залісці) — село в Дунаевецком районе Хмельницкой области Украины.
Население по переписи 2001 года составляло 1337 человек. Почтовый индекс — 32444. Телефонный код — 3858. Занимает площадь 3,048 км². Код КОАТУУ — 6821882701.

## Известные уроженцы
- Тарногродский, Николай Павлович (1894–1938)  —  революционер, участник борьбы за установление Советской власти на Украине. Советский государственный деятель

## Местный совет
32444, Хмельницкая обл., Дунаевецкий р-н, с. Залесцы